# Lomnice (ort i Tjeckien, Södra Mähren)
Lomnice är en köping i Tjeckien.   Den ligger i distriktet Okres Brno-Venkov och regionen Södra Mähren, i den östra delen av landet, 160 km sydost om huvudstaden Prag. Lomnice ligger 373 meter över havet och antalet invånare är 1 300.
Terrängen runt Lomnice är lite kuperad. Runt Lomnice är det tätbefolkat, med 331 invånare per kvadratkilometer. Närmaste större samhälle är Tišnov, 6,3 km söder om Lomnice. Omgivningarna runt Lomnice är en mosaik av jordbruksmark och naturlig växtlighet.